# Maurycy Rosenstock

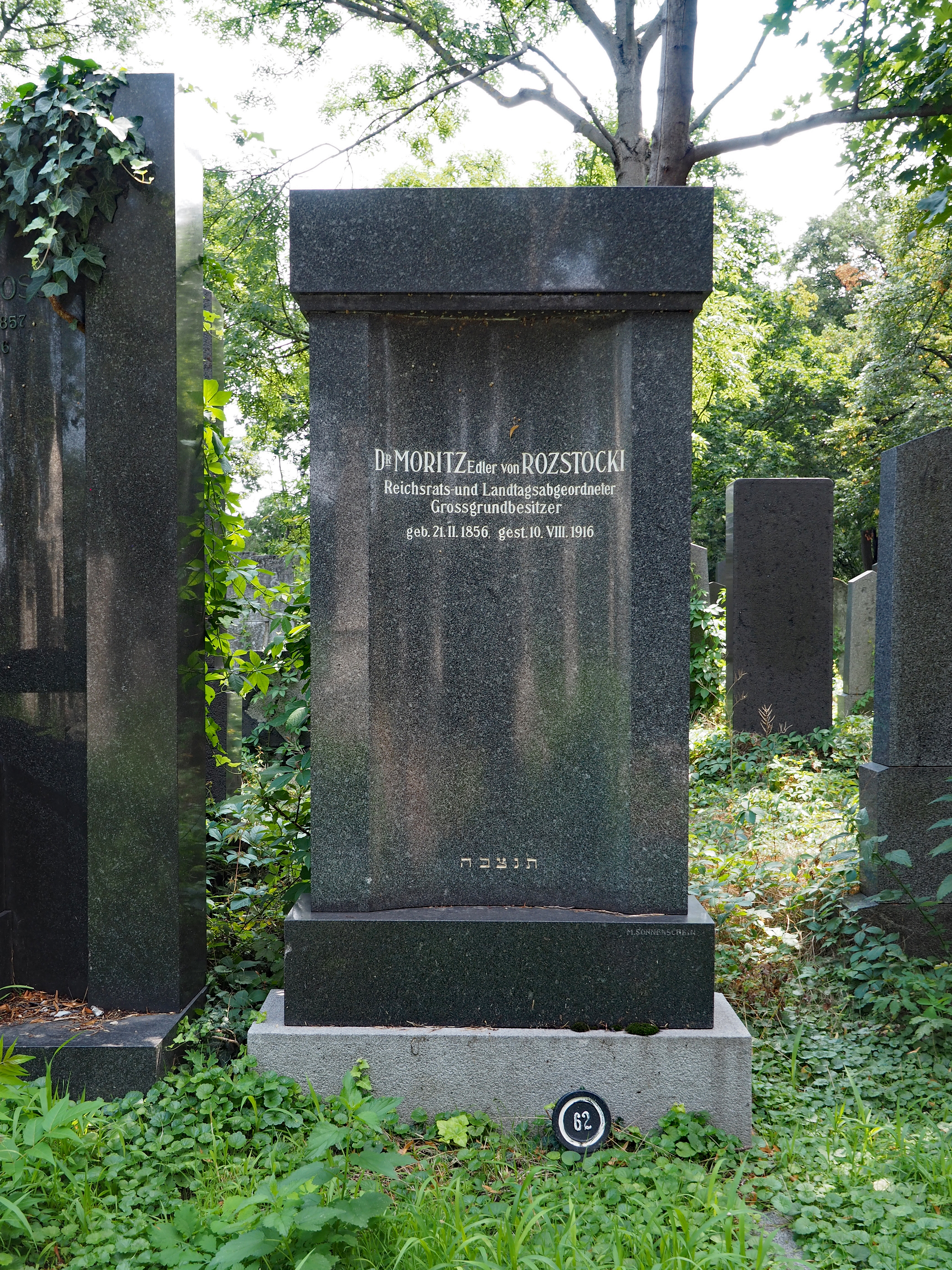
Grobowiec Maurycego Rosenstock'a, Stary Cmentarz Żydowski, część Cmentarza Centralnego w Wiedniu

Maurycy Rosenstock (Edler von Rozstocki) (ur. 21 lutego 1856 w Skałacie, zm. 10 sierpnia 1916 w Hietzing) – żydowski kupiec, poseł do Sejmu Krajowego Galicji V i VI kadencji (1887–1895), oraz Rady Państwa VII, VIII i IX kadencji, właściciel dóbr w okolicach Skałatu, doktor praw.
Wybrany w II kurii, jako przedstawiciel Brodzkiej Izby Handlowo-Przemysłowej.